# Partido Democrata Cristão (1945)
O Partido Democrata Cristão (PDC) foi fundado em São Paulo pelo professor da USP Antonio Ferreira Cesarino Júnior em 9 de julho de 1945. Teve expressão eleitoral média e filiados ilustres como Queirós Filho, Carlos Alberto Alves de Carvalho Pinto, André Franco Montoro, Plínio de Arruda Sampaio e o ex-presidente Jânio Quadros, tendo sido extinto pela Ditadura Militar instaurada em 1964, por meio do Ato Institucional Número Dois - o AI-2, de 27 de outubro de 1965.
Fundado sob os princípios da democracia cristã, notadamente em sua versão italiana (que passou a governar o país após o fim do fascismo), liderados pelo premier De Gasperi, e na versão alemã liderado por Konrad Adenauer. 
O PDC era um partido conservador moderado, de oposição ao getulismo, sem apoio oficial da Igreja Católica, com majoritária expressão em São Paulo e sem grande impulso nas demais unidades da federação. Ganhou tal força regional graças à liderança populista de Jânio Quadros, que em 1953 se elegeu prefeito da capital paulista pelo PDC, tendo sido expulso pouco tempo depois por divergências com a cúpula partidária. Governou São Paulo por quatro anos (1959 a 1963, com Carvalho Pinto). Suas mais frequentes alianças eram com a União Democrática Nacional e o seu principal rival nas urnas era o Partido Social Progressista, comandado por Adhemar de Barros. O PDC conseguia seus melhores resultados na capital paulista, ao passo que o PSP era dominante no interior. 
Na eleição presidencial de 1955, Juarez Távora, candidato da UDN, apoiado pelo PDC, ficou em 2º lugar, perdendo para Juscelino Kubitschek (PSD) e ficando na frente de Ademar de Barros (PSP) e Plínio Salgado (PRP). 
Militaram no PDC políticos como Ney Braga, Plinio de Arruda Sampaio, Alvaro Valle, José Richa, Nelson Marchezan, Rômulo Marinho e outros, que se destacaram no período posterior ao da ditadura militar após 1964; Em 1960, o PDC elegeu o prefeito de Porto Alegre, Loureiro da Silva, derrotando o PTB. O PDC centrista sempre teve representação na Câmara dos Deputados, no período 1945-65, até sua dissolução pelo AI-2.
Em 1985, foi criado outro partido com o mesmo nome.